# 姚建铨
姚建铨（1939年1月29日—），男，江苏无锡人，生于上海，中国激光与光电子科学家，曾任天津市政协副主席。

## 生平
1957年由苏州中学考入天津大学精仪系，1965年研究生毕业。现任天津大学教授。1997年当选为中国科学院院士。